# 山姆·帕森斯
山姆·帕森斯（英語：Sam Parsons，1995年8月23日—），英格蘭男子羽毛球運動員。

## 簡歷
2014年2月，18歲的山姆·帕森斯在英格蘭全國羽毛球錦標賽打進男單決賽，打破從2008年起男單決賽一直由拉吉夫·欧斯夫和卡尔·巴克斯特對決的壟斷局面；但最終仍負於拉吉夫·欧斯夫，屈居亞軍。

## 主要比賽成績
只列出曾進入準決賽的國際賽事成績：
| 年份   | 賽事                         | 公開賽級別 | 項目     | 拍檔      | 成績   |
| ------ | ---------------------------- | ---------- | -------- | --------- | ------ |
| 2013年 | 塞浦路斯羽毛球國際賽         | 國際系列賽 | 男子雙打 | 里斯·沃克 | 亞軍   |
| 2014年 | 歐洲男子羽毛球團體錦標賽     | 其他       | 男子團體 | －        | 亞軍   |
| 2015年 | 立陶宛羽毛球國際賽           | 未來系列賽 | 男子單打 | －        | 準決賽 |
| 2015年 | 斯洛伐克羽毛球公開賽         | 未來系列賽 | 男子單打 | －        | 準決賽 |
| 2015年 | 以色列夏瑣羽毛球國際賽       | 未來系列賽 | 男子單打 | －        | 冠軍   |
| 2016年 | 歐洲男子羽毛球團體錦標賽     | 其他       | 男子團體 | －        | 季軍   |
| 2016年 | 克羅地亞羽毛球國際賽         | 未來系列賽 | 男子單打 | －        | 準決賽 |
| 2016年 | 比利時羽毛球國際賽           | 國際挑戰賽 | 男子單打 | －        | 準決賽 |
| 2016年 | 瑞士羽毛球國際賽             | 國際系列賽 | 男子單打 | －        | 冠軍   |
| 2017年 | 冰島羽毛球國際賽             | 國際系列賽 | 男子單打 | －        | 準決賽 |
| 2017年 | 歐洲羽毛球混合團體錦標賽     | 其他       | 混合團體 | －        | 季軍   |
| 2017年 | 荷蘭羽毛球國際賽             | 國際系列賽 | 男子單打 | －        | 準決賽 |
| 2017年 | 斯洛文尼亞羽毛球國際賽       | 國際系列賽 | 男子單打 | －        | 準決賽 |
| 2017年 | 斯洛伐克羽毛球公開賽         | 未來系列賽 | 男子單打 | －        | 準決賽 |
| 2017年 | 埃及羽毛球國際賽             | 國際系列賽 | 男子單打 | －        | 冠軍   |
| 2017年 | 威爾斯羽毛球國際賽           | 未來系列賽 | 男子單打 | －        | 準決賽 |
| 2018年 | 冰島羽毛球國際賽             | 國際系列賽 | 男子單打 | －        | 冠軍   |
| 2018年 | 歐洲羽毛球男女子團體錦標賽   | 其他       | 男子團體 | －        | 亞軍   |
| 2018年 | 葡萄牙羽毛球國際賽           | 國際系列賽 | 男子單打 | －        | 準決賽 |
| 2019年 | 德國羽毛球國際賽             | 未來系列賽 | 男子單打 | －        | 準決賽 |
| 2019年 | 加勒比地區羽毛球聯合會國際賽 | 國際系列賽 | 男子單打 | －        | 冠軍   |
| 2019年 | 加勒比地區羽毛球聯合會國際賽 | 國際系列賽 | 混合雙打 | 喬丹·哈特 | 準決賽 |
| 2019年 | 賽普勒斯羽毛球國際賽         | 未來系列賽 | 男子單打 | －        | 準決賽 |
| 2020年 | 烏干達羽毛球國際賽           | 國際系列賽 | 男子單打 | －        | 準決賽 |

| 2007-2017年 | 首要超級賽 | 超級賽 | 黃金大獎賽 | 大獎賽 | 國際挑戰賽 | 國際系列賽 | 未來系列賽 | 其他 |

| 2018-2026年 | 總決賽 | 超級1000賽 | 超級750賽 | 超級500賽 | 超級300賽 | 超級100賽 | 國際挑戰賽 | 國際系列賽 | 未來系列賽 | 其他 |